# 汤姆·库帕
托马斯·詹姆斯·库帕（英語：Thomas James Copa，1964年10月30日—），美国NBA联盟前职业篮球运动员。